# Дзьоган вогнистокрилий
Дзьога́н вогнистокрилий (Veniliornis callonotus) — вид дятлоподібних птахів родини дятлових (Picidae). Мешкає в Південній Америці.

## Опис

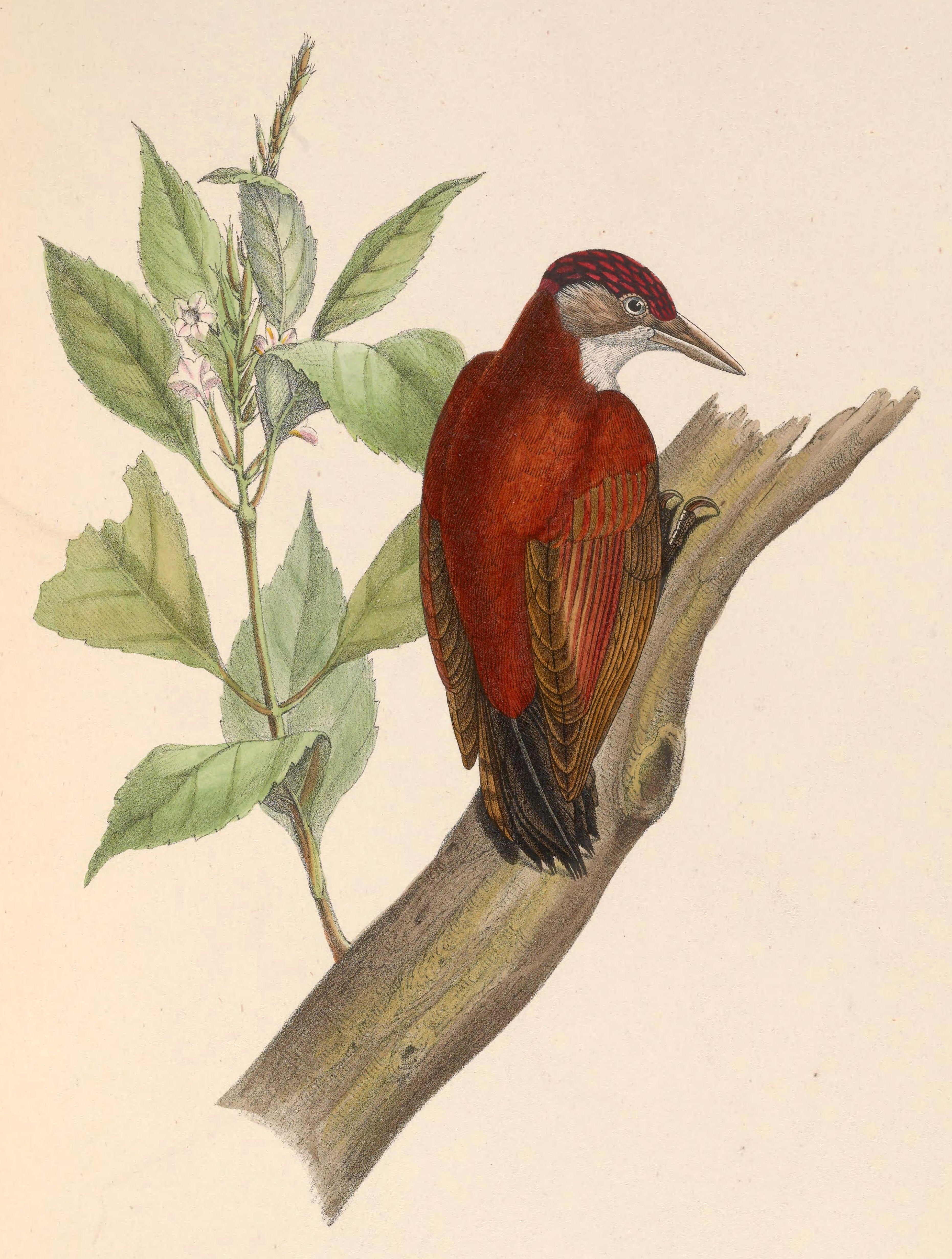
Вогнистокрилий дзьоган (малюнок 1849 року)

Довжина птаха становить 13-15 см. У самців тім'я і потилиця червоні, поцятковані чорними плямками, у самиць вони чорні, іноді поцятковані білими плямками. Скроні і обличчя коричневі, щоки, шия і горло білі. Спина, крила і верхні покривні пера хвоста червоні, хвіст чорний, крайні стернові пера з білими або охристими смугами. Нижня частина тіла біла або кремова, поцяткована тонкими сіруватими смужками. Очі карі, дзьоб жовтуватий, біля основи і на кінці темніший, лапи сірі. Забарвлення молодих птахів подібне до забарвлення самиць, верхня частина тіла у них поцяткована зеленувато-сірими плямками, нижня частина тіла поцяткована охристими плямками.

## Підвиди
Виділяють два підвиди:
- V. c. callonotus (Waterhouse, 1841) — крайній південний захід Колумбії (Нариньйо) і північний захід Еквадору (на південь до Гуаясу і Ель-Оро);
- V. c. major (Berlepsch & Taczanowski, 1884) — південний захід Еквадору (Ель-Оро, Лоха), північний захід Перу (на південь до Ла-Лібертаду).

## Поширення і екологія
Вогнистокрилі дзьогани мешкають в Колумбії, Еквадорі і Перу. Вони живуть в сухих тропічних лісах та в сухих чагарникових і кактусових заростях. Зустрічаються парами або невеликими сімейними зграйками, на висоті до 1800 м над рівнем моря.